# Spinu
Spinu – wieś w Rumunii, w okręgu Vâlcea, w gminie Perișani. W 2011 roku liczyła 434 mieszkańców.